# Jean-Étienne Dominique Esquirol

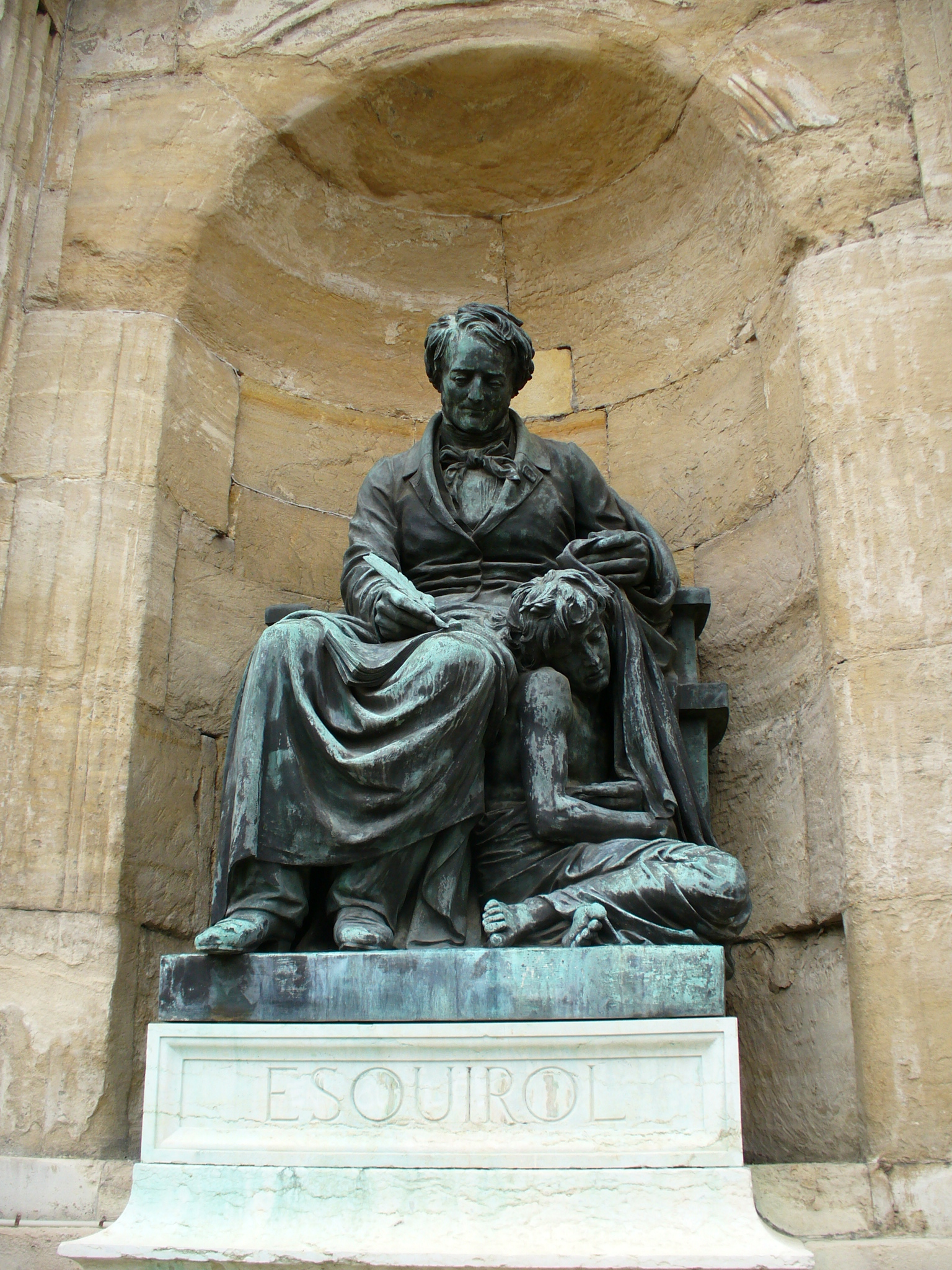
Monumento a Esquirol, Ospedale Esquirol, Saint-Maurice, Francia.

Jean-Étienne Dominique Esquirol (Tolosa, 3 febbraio 1772 – Parigi, 12 dicembre 1840) è stato uno psichiatra e scienziato francese.

## Biografia
Nasce e studia a Tolosa, nella Francia meridionale; completa la sua educazione nella città di Montpellier. Nel 1799 si trasferisce a Parigi dove lavora nell'ospedale della Salpêtrière e diviene lo studente prediletto di Philippe Pinel.
Al fine di rendere possibile ad Esquirol l'intensa attività di studio circa la malattia mentale, Pinel, a quel che si dice, mise in sicurezza la casa ed il giardino in Rue de Buffon dove Esquirol istituì la “maison de santè” ovvero una casa di ricovero (privata) nel 1801 o nel 1802. L'idea di Esquirol ebbe un discreto successo, tant'è che la Maison venne considerata, nel 1810, una delle tre migliori istituzioni mediche di Parigi.
Nel 1805 pubblicò le sue tesi dal titolo“Le passioni considerate come cause, sintomi e significati della cura in caso di infermità mentale”. Esquirol, proprio come Pinel, credeva che l'origine delle malattie mentali fosse collegato alle passioni dell'anima e, inoltre, si convinse che la follia non intaccasse completamente ed irrimediabilmente il raziocinio del paziente.
Esquirol divenne médecin ordinaire (medico ordinario) nell'ospedale di Salpêtrière nel 1811, subito dopo la morte di Jean-Baptiste Pussin (1745-1811), il fidato supervisore di Pinel. Pinel scelse Esquirol poiché era “un medico, devoto esclusivamente allo studio delle malattie mentali” argomentando che, con i suoi tanti anni trascorsi a fare esperienza nella maison de santé, lui era l'unico uomo adatto a quel lavoro.
Esquirol analizzò la questione della follia a livello istituzionale e nazionale. Ciò era particolarmente vero riguardo ai poveri, il cui stato, esaminato con l'aiuto dei dottori, giocava un ruolo importante. Inoltre, capì il ruolo importante dei dottori che avevano in cura persone accusate di crimini e che erano state dichiarate non responsabili a causa della malattia. In pubbliche controversie circa questa questione, Esquirol promosse l'utilità della diagnosi della monomania. Svolgendo un ruolo così attivo nello studio di queste pubbliche problematiche, la sua fama finì con l'oscurare quella del suo insegnante Pinel.
Nel 1817, sotto la monarchia restaurata dei Borboni, Esquirol iniziò un corso in malattie mentali nella sala da pranzo dell'ospedale Salpêtrière. Questo fu forse il primo insegnamento formale di psichiatria in Francia. In quest'epoca, in effetti, lui non era né un professore nella facoltà parigina né il capo medico nell'ospedale di Parigi, bensì solo un medico ordinario. Tuttavia si riporta che egli è stato uno degli istruttori clinici nel cui ospedale si radunavano molti studenti con tanta frenesia. Esquirol ebbe molti studenti distinti.
Nel 1810, 1814 a 1817 Esquirol, a sue stesse spese, visitò strutture per infermi mentali in tutta la Francia. Nel 1818,  sulla base del viaggio intrapreso, scrisse una breve memoria in merito che poi presentò al ministro degli interni, aggiungendovi una descrizione dettagliata delle sue scoperte (pubblicate nel Dizionario delle scienze mediche). Questi articoli descrivevano, con termini precisi e spaventosi, le condizioni in cui il malato mentale viveva in Francia. Essi dimostrarono, dunque, che le riforme intraprese a Parigi non erano penetrate nelle province. Questi due articoli, infine, costituirono il programma di riforme diretto sia dal governo che dalla professione medica.

## Punti chiave del suo programma
- Innanzitutto, le malattie mentali dovrebbero essere trattate in ospedali specializzati e osservate da medici che le possano curare con trattamenti particolari.
- La riforma implica che i passi avanti realizzati a Parigi vengano esportati anche nelle provincie.
- “L'ospedale degli infermi mentali deve essere considerato uno strumento di cura”. Con questa affermazione Esquirol volle dire che la struttura degli ospedali psichiatrici deve essere disegnata al fine di supportare la pratica della nuova specializzazione.
- Infine, Esquirol insistette sulla definitiva medicalizzazione della cura nei confronti delle malattie mentali. “Il medico deve essere il capo fondamentale di un ospedale psichiatrico. È lui infatti che dovrebbe dirigere qualsiasi operazione. Il medico dovrebbe essere investito di un'autorità dalla quale nessuno possa essere esentato”.

Per ordine dei ministro degli affari esteri, Esquirol compì un'indagine su scala nazionale visitando, attraverso la Francia, tutti gli istituti che confinavano pazienti di malattie mentali. Nel 1822 egli fu nominato ispettore generale delle facoltà mediche e, nel 1825, direttore del Charenton Hospice. Esquirol divenne così il principale autore della legge nazionale del 1838 in base alla quale furono istituite case di ricovero per tutti i bisognosi pazienti affetti da disturbi mentali in Francia (Questa legge tutt'oggi è ancora in vigore.) Ecco dunque che, nel 1834, Esquirol venne eletto membro straniero dell'Accademia reale svedese delle scienze.

## Opere
- Des Passions considérées comme causes, symptômes, et moyens curatifs de l'aliénation mentale (Paris 1805)
- Des établissements des aliénés en France et des moyens d'améliorer le sort de ces infortunés (Paris 1819)
- Memoire historique et statistique sur la maison royale de Charenton (Paris 1829)
- Annales d'hygiène publique et de médecine légale (Paris 1829)
- Des maladies mentales, considérées sous les rapports médicaux, hygiénique et médico-légal 2 vols (Paris 1838).